# Discografia di Ariana Grande
La discografia di Ariana Grande, cantautrice e attrice statunitense, comprende sette album in studio, uno dal vivo, una raccolta, due EP, oltre cinquanta singoli e oltre sessanta video musicali.

## Album

### Album in studio
| Anno                                                                          | Titolo | Classifiche | Classifiche | Classifiche | Classifiche | Classifiche | Classifiche | Classifiche | Classifiche | Classifiche | Classifiche | Vendite                                   | Certificazioni |
| Anno                                                                          | Titolo | USA         | AUS         | AUT         | CAN         | IRL         | ITA         | NLD         | NZL         | SWI         | UK          | Vendite                                   | Certificazioni |
| ----------------------------------------------------------------------------- | --- | ----------- | ----------- | ----------- | ----------- | ----------- | ----------- | ----------- | ----------- | ----------- | ----------- | ----------------------------------------- | --- |
| 2013                                                                          | Yours Truly - Pubblicato: 3 settembre 2013 - Etichetta: Republic - Formati: CD, download digitale, streaming          | 1           | 6           | 53          | 2           | 6           | —           | 5           | 11          | 57          | 7           | - USA: 596.000                            | - USA: Platino - CAN: Platino - CHE: Oro - JPN: Oro - NOR: Oro - NZL: Platino - UK: Oro |
| 2014                                                                          | My Everything - Pubblicato: 22 agosto 2014 - Etichetta: Republic - Formati: CD, download digitale, streaming          | 1           | 1           | 3           | 1           | 2           | 4           | 3           | 3           | 2           | 3           | - UK: 219 564 - USA: 735 000              | - USA: Platino (4) - AUS: Platino - AUT: Platino - BRA: Oro - CAN: Platino (5) - CHE: Platino (3) - DNK: Platino (3) - FRA: Platino - ITA: Platino - MEX: Platino (3) - NOR: Platino (6) - NZL: Platino (3) - PLN: Platino - SWE: Platino - UK: Platino (2)            |
| 2016                                                                          | Dangerous Woman - Pubblicato: 20 maggio 2016 - Etichetta: Republic - Formati: CD, download digitale, streaming        | 2           | 1           | 5           | 2           | 1           | 1           | 1           | 1           | 3           | 1           | - UK: 241 909                             | - USA: Platino (2) - AUS: Platino - AUT: Platino - BRA: Platino (2) - CAN: Platino (4) - CHE: Platino (3) - DNK: Platino (2) - FRA: Platino - ITA: Platino - JPN: Oro - MEX: Platino (3) - NOR: Platino (2) - NZL: Platino (3) - PLN: Platino - SWE: Oro - UK: Platino |
| 2018                                                                          | Sweetener - Pubblicato: 17 agosto 2018 - Etichetta: Republic - Formati: CD, LP, MC, download digitale, streaming      | 1           | 1           | 4           | 1           | 1           | 1           | 1           | 1           | 1           | 1           | - JPN: 28 029                             | - USA: Platino (2) - AUS: Platino - BRA: Oro - CAN: Platino (3) - CHE: Platino - DNK: Platino - FRA: Oro - ITA: Platino - NOR: Platino - NZL: Oro - NZL: Platino (2) - SWE: Oro - UK: Platino                                                                          |
| 2019                                                                          | Thank U, Next - Pubblicato: 8 febbraio 2019 - Etichetta: Republic - Formati: CD, LP, MC, download digitale, streaming | 1           | 1           | 1           | 1           | 1           | 2           | 2           | 1           | 2           | 1           | - CAN: 33 000 - JPN: 14 483 - UK: 118 279 | - USA: Platino (2) - AUS: Platino - CAN: Platino (4) - CHE: Platino (4) - DNK: Platino (2) - FRA: Platino - ITA: Platino - NOR: Platino (4) - NZL: Platino (3) - UK: Platino                                                                                           |
| 2020                                                                          | Positions - Pubblicato: 30 ottobre 2020 - Etichetta: Republic - Formati: CD, LP, MC, download digitale, streaming     | 1           | 2           | 5           | 1           | 1           | 8           | 2           | 1           | 4           | 1           | - UK: 9 172 - USA: 42 000                 | - USA: Platino - AUS: Oro - CAN: Platino (2) - CHE: Platino (2) - DNK: Platino - FRA: Platino - ITA: Oro - NOR: Platino - NZL: Platino (2) - UK: Oro |
| 2024                                                                          | Eternal Sunshine - Pubblicato: 8 marzo 2024 - Etichetta: Republic - Formati: CD, LP, MC, download digitale, streaming | 1           | 1           | 2           | 1           | 1           | 4           | 1           | 1           | 2           | 1           |                                           | - USA: Platino - CAN: Platino - DNK: Oro - FRA: Oro - ITA: Oro - NZL: Platino - UK: Oro |
| "—" indica una pubblicazione non classificata o non pubblicata in quel paese. | |             |             |             |             |             |             |             |             |             |             |                                           | |

### Colonne sonore
| Anno | Titolo | Classifiche | Classifiche | Classifiche | Classifiche | Classifiche | Classifiche | Classifiche | Certificazioni |
| Anno | Titolo | USA         | AUS         | AUT         | CAN         | ITA         | NLD         | NZL         | Certificazioni |
| ---- | --- | ----------- | ----------- | ----------- | ----------- | ----------- | ----------- | ----------- | -------------- |
| 2024 | Wicked: The Soundtrack (con il Wicked Movie Cast e Cynthia Erivo) - Pubblicato: 22 novembre 2024 - Etichetta: Republic, Verve - Formati: CD, LP, download digitale, streaming | 2           | 3           | 6           | 9           | 42          | 8           | 3           | - UK: Oro      |

### Album di remix
| Anno | Titolo                                                                                                   |
| ---- | --- |
| 2015 | The Remix - Pubblicato: 25 maggio 2015 - Etichetta: Republic - Formati: CD, download digitale, streaming |

### Album dal vivo
| Anno | Titolo | Classifiche |
| Anno | Titolo | USA         |
| ---- | --- | ----------- |
| 2019 | K Bye for Now (SWT Live) - Pubblicato: 23 dicembre 2019 - Etichetta: Republic - Formati: 2 CD, 3 LP, download digitale, streaming | 97          |

### Raccolte
| Anno | Titolo |
| ---- | --- |
| 2017 | The Best - Pubblicato: 27 settembre 2017 - Etichetta: Republic - Formati: CD, download digitale, streaming |

## Extended play
| Anno                                                                                          | Titolo | Classifiche | Classifiche | Classifiche | Classifiche | Classifiche | Classifiche | Vendite       | Certificazioni |
| Anno                                                                                          | Titolo | USA         | USA Hol.    | AUS         | CAN         | JPN         | SWE         | Vendite       | Certificazioni |
| --------------------------------------------------------------------------------------------- | --- | ----------- | ----------- | ----------- | ----------- | ----------- | ----------- | ------------- | -------------- |
| 2013                                                                                          | Christmas Kisses - Pubblicato: 13 dicembre 2013 - Etichetta: Republic - Formati: download digitale             | —           | —           | —           | —           | 25          | —           | - USA: 68 871 | - NZL: Oro     |
| 2015                                                                                          | Christmas & Chill - Pubblicato: 18 dicembre 2015 - Etichetta: Republic - Formati: download digitale, streaming | 34          | 3           | 49          | 43          | 47          | 30          |               |                |
| "—" indica che l'opera non si è classificata o che non è stata pubblicata in quel territorio. | |             |             |             |             |             |             |               |                |

## Singoli

### Come artista principale
| Anno                                                                          | Titolo                                                    | Classifiche | Classifiche | Classifiche | Classifiche | Classifiche | Classifiche | Classifiche | Classifiche | Classifiche | Certificazioni | Album di provenienza                                     |
| Anno                                                                          | Titolo                                                    | USA         | AUS         | CAN         | IRL         | ITA         | NLD         | NZL         | SWI         | UK          | Certificazioni | Album di provenienza                                     |
| ----------------------------------------------------------------------------- | --------------------------------------------------------- | ----------- | ----------- | ----------- | ----------- | ----------- | ----------- | ----------- | ----------- | ----------- | --- | -------------------------------------------------------- |
| 2011                                                                          | Put Your Hearts Up                                        | —           | —           | —           | —           | —           | —           | —           | —           | —           | - USA: Oro | /                                                        |
| 2013                                                                          | The Way (con Mac Miller)                                  | 9           | 37          | 30          | 51          | —           | 22          | 31          | —           | 41          | - USA: Platino (6) - AUS: Platino (2) - CAN: Platino - NZL: Platino - UK: Oro | Yours Truly                                              |
| 2013                                                                          | Baby I                                                    | 21          | 67          | 57          | —           | —           | 39          | —           | —           | 145         | - USA: Platino - AUS: Oro - JPN: Oro | Yours Truly                                              |
| 2013                                                                          | Right There (feat. Big Sean)                              | 84          | 51          | —           | —           | —           | —           | —           | —           | 113         | - USA: Platino - AUS: Oro | Yours Truly                                              |
| 2014                                                                          | Problem (feat. Iggy Azalea)                               | 2           | 2           | 3           | 1           | 12          | 5           | 1           | 8           | 1           | - USA: Platino (8) - AUS: Platino (6) - CAN: Platino (4) - DNK: Platino (2) - GER: Platino - ITA: Platino (2) - JPN: Oro - MEX: Oro - NLD: Platino (2) - NZL: Platino (2) - SWE: Platino (3) - UK: Platino (2) | My Everything                                            |
| 2014                                                                          | Break Free (feat. Zedd)                                   | 4           | 3           | 5           | 9           | 16          | 3           | 5           | 15          | 16          | - USA: Platino (5) - AUS: Platino (6) - CAN: Platino (4) - DNK: Platino - GER: Platino - ITA: Platino (2) - JPN: Oro - NLD: Platino (2) - NZL: Oro - SWE: Platino (4) - UK: Platino (2)                        | My Everything                                            |
| 2014                                                                          | Bang Bang (con Jessie J e Nicki Minaj)                    | 3           | 4           | 3           | 3           | 24          | 6           | 7           | 21          | 1           | - USA: Diamante - AUS: Platino (5) - CAN: Platino (6) - DNK: Platino (2) - GER: Platino - ITA: Platino (2) - NZL: Platino (4) - SWE: Platino (4) - UK: Platino (3)                                             | Sweet Talker My Everything (Deluxe Edition)              |
| 2014                                                                          | Love Me Harder (con The Weeknd)                           | 7           | 32          | 10          | 33          | 17          | 10          | 28          | 40          | 50          | - USA: Platino (5) - AUS: Platino (4) - CAN: Platino (3) - DNK: Platino - GER: Oro - ITA: Platino - NZL: Platino (2) - SWE: Platino - UK: Platino                                                              | My Everything                                            |
| 2015                                                                          | One Last Time                                             | 13          | 19          | 12          | 23          | 6           | —           | 22          | 25          | 70          | - USA: Platino (4) - AUS: Platino (6) - CAN: Platino (4) - DNK: Platino (2) - FRA: Oro - GER: Oro - ITA: Platino (3) - NZL: Platino (2) - PLN: Platino (2) - SWE: Platino (3) - UK: Platino (4)                | My Everything                                            |
| 2015                                                                          | E più ti penso (con Andrea Bocelli)                       | —           | —           | —           | —           | —           | —           | —           | —           | —           | | Cinema                                                   |
| 2015                                                                          | Focus                                                     | 7           | 10          | 8           | 14          | 8           | 9           | 16          | 16          | 10          | - USA: Platino (2) - AUS: Platino - CAN: Oro - ITA: Platino - NZL: Oro - PLN: Platino (2) - SWE: Platino - UK: Oro                                                                                             | /                                                        |
| 2016                                                                          | Dangerous Woman                                           | 8           | 18          | 10          | 26          | 19          | 14          | 21          | 23          | 16          | - USA: Platino (4) - AUS: Platino (4) - CAN: Platino (6) - DNK: Platino - GER: Oro - ITA: Platino - NZL: Platino (3) - PLN: Platino (2) - SWE: Platino (2) - UK: Platino (2)                                   | Dangerous Woman                                          |
| 2016                                                                          | Into You                                                  | 13          | 11          | 13          | 12          | 29          | 21          | 9           | 34          | 14          | - USA: Platino (4) - AUS: Platino (7) - CAN: Platino (8) - FRA: Oro - GER: Platino - ITA: Platino (2) - PLN: Platino (2) - NZL: Platino (4) - SWE: Platino (3) - UK: Platino (3)                               | Dangerous Woman                                          |
| 2016                                                                          | Side to Side (feat. Nicki Minaj)                          | 4           | 3           | 4           | 5           | 28          | 11          | 2           | 21          | 3           | - USA: Platino (6) - AUS: Platino (7) - BRA: Diamante - CAN: Platino (8) - DNK: Platino - FRA: Platino - GER: Platino - ITA: Platino (2) - NZL: Platino (4) - SWE: Platino (3) - UK: Platino (3)               | Dangerous Woman                                          |
| 2017                                                                          | Everyday (feat. Future)                                   | 55          | 96          | 54          | 8           | —           | —           | 3           | —           | 36          | - USA: Platino - AUS: Platino - CAN: Platino (2) - NZL: Platino - UK: Oro | Dangerous Woman                                          |
| 2017                                                                          | Beauty and the Beast (con John Legend)                    | 87          | 64          | 70          | 94          | —           | —           | 6           | —           | 52          | - USA: Platino - BRA: Platino - JPN: Oro - NZL: Oro - UK: Argento | Beauty and the Beast: Original Motion Picture Soundtrack |
| 2018                                                                          | No Tears Left to Cry                                      | 3           | 1           | 2           | 1           | 6           | 4           | 4           | 2           | 2           | - USA: Platino (6) - AUS: Platino (6) - AUT: Oro - BEL: Oro - BRA: Platino (2) - CAN: Platino (7) - DNK: Platino - FRA: Oro - GER: Oro - ITA: Platino - NZL: Platino (3) - SWE: Platino (3) - UK: Platino (3)  | Sweetener                                                |
| 2018                                                                          | God Is a Woman                                            | 8           | 5           | 5           | 4           | 27          | 19          | 5           | 9           | 4           | - USA: Platino (4) - AUS: Platino (4) - BRA: Platino - CAN: Platino (5) - DNK: Platino - GER: Oro - ITA: Oro - NZL: Platino (2) - UK: Platino (2)                                                              | Sweetener                                                |
| 2018                                                                          | Breathin                                                  | 12          | 8           | 15          | 14          | 33          | 23          | 11          | 14          | 8           | - USA: Platino (3) - AUS: Platino (3) - CAN: Platino (3) - DNK: Oro - NZL: Platino - SWE: Oro - UK: Platino | Sweetener                                                |
| 2018                                                                          | Thank U, Next                                             | 1           | 1           | 1           | 1           | 24          | 3           | 1           | 7           | 1           | - USA: Platino (8) - AUS: Platino (8) - BEL: Oro - CAN: Platino (9) - DNK: Platino - FRA: Oro - GER: Oro - ITA: Platino - NZL: Platino (5) - SWE: Platino (2) - UK: Platino (3)                                | Thank U, Next                                            |
| 2019                                                                          | 7 Rings                                                   | 1           | 1           | 1           | 1           | 5           | 4           | 1           | 1           | 1           | - USA: Diamante - AUS: Platino (8) - CAN: Platino (2) - FRA: Oro - GER: Platino - ITA: Platino - NZL: Platino (4) - SWE: Platino (3) - UK: Platino (3)                                                         | Thank U, Next                                            |
| 2019                                                                          | Break Up with Your Girlfriend, I'm Bored                  | 2           | 2           | 2           | 1           | 35          | 11          | 1           | 5           | 1           | - USA: Platino (5) - AUS: Platino (4) - CAN: Platino (5) - DNK: Platino - GER: Platino - ITA: Oro - NZL: Platino (4) - SWE: Platino - UK: Platino (2)                                                          | Thank U, Next                                            |
| 2019                                                                          | Monopoly (con Victoria Monét)                             | 69          | 21          | 38          | 15          | —           | 76          | 19          | 85          | 23          | - AUS: Oro - CAN: Oro - NZL: Oro - UK: Argento | /                                                        |
| 2019                                                                          | Boyfriend (con i Social House)                            | 8           | 4           | 5           | 3           | 57          | 30          | 4           | 13          | 4           | - USA: Platino - AUS: Platino (3) - CAN: Platino (3) - GER: Oro - NZL: Platino (2) - UK: Platino | Everything Changed...                                    |
| 2019                                                                          | Don't Call Me Angel (con Miley Cyrus e Lana Del Rey)      | 13          | 4           | 7           | 2           | 39          | 27          | 6           | 4           | 2           | - AUS: Platino - CAN: Platino - NZL: Oro - UK: Oro | Charlie's Angels: Original Motion Picture Soundtrack     |
| 2020                                                                          | Stuck with U (con Justin Bieber)                          | 1           | 3           | 1           | 2           | 23          | 3           | 1           | 7           | 4           | - USA: Platino (2) - AUS: Platino (4) - CAN: Platino (4) - DNK: Platino - GER: Platino - NOR: Platino - NZL: Platino (3) - UK: Platino                                                                         | /                                                        |
| 2020                                                                          | Rain on Me (con Lady Gaga)                                | 1           | 2           | 1           | 1           | 5           | 9           | 2           | 6           | 1           | - USA: Platino (2) - AUS: Platino (5) - CAN: Platino (6) - DNK: Platino - GER: Platino - ITA: Platino - NOR: Platino (2) - NZL: Platino (3) - UK: Platino (2)                                                  | Chromatica                                               |
| 2020                                                                          | Positions                                                 | 1           | 1           | 1           | 1           | 18          | 8           | 1           | 5           | 1           | - USA: Platino (2) - AUS: Platino (4) - BEL: Oro - CAN: Platino (6) - DNK: Platino - GER: Platino - ITA: Oro - NOR: Platino (2) - NZL: Platino (3) - UK: Platino                                               | Positions                                                |
| 2020                                                                          | 34+35 (solo o remix feat. Doja Cat e Megan Thee Stallion) | 2           | 5           | 5           | 4           | 82          | 32          | 3           | 33          | 3           | - USA: Platino (2) - AUS: Platino (3) - CAN: Platino (5) - DNK: Oro - GER: Oro - ITA: Oro - NOR: Platino - NZL: Platino (3) - UK: Platino                                                                      | Positions                                                |
| 2021                                                                          | POV                                                       | 27          | 29          | 31          | 16          | —           | 65          | 19          | 81          | 19          | - AUS: Platino - CAN: Platino (2) - NOR: Oro - NZL: Platino - UK: Argento | Positions                                                |
| 2021                                                                          | Save Your Tears (Remix) (con The Weeknd)                  | 1           | —           | 1           | —           | —           | —           | —           | 3           | —           | - GER: Platino (6) - NOR: Platino (4) - NZL: Platino (5) | After Hours (Deluxe)                                     |
| 2023                                                                          | Die for You Remix (con The Weeknd)                        | 1           | —           | 2           | —           | —           | —           | 2           | —           | —           | - NZL: Platino (4) | Starboy (Deluxe)                                         |
| 2024                                                                          | Yes, And?                                                 | 1           | 2           | 1           | 2           | 19          | 2           | 3           | 1           | 2           | - USA: Platino - CAN: Platino (2) - CHE: Oro - DNK: Oro - ITA: Oro - NOR: Oro - NZL: Oro - UK: Platino | Eternal Sunshine                                         |
| 2024                                                                          | We Can't Be Friends (Wait for Your Love)                  | 1           | 2           | 3           | 4           | 56          | 14          | 1           | 8           | 3           | - USA: Platino (2) - CAN: Platino (4) - CHE: Platino - DNK: Oro - GER: Platino - ITA: Oro - NOR: Platino - NZL: Platino (2) - UK: Platino                                                                      | Eternal Sunshine                                         |
| 2024                                                                          | The Boy Is Mine                                           | 16          | 28          | 15          | 72          | —           | —           | 23          | —           | 61          | - USA: Platino - CAN: Platino - NZL: Oro - UK: Argento | Eternal Sunshine                                         |
| 2024                                                                          | Popular                                                   | 53          | 52          | 77          | —           | —           | —           | —           | —           | 13          | - BRA: Oro - UK: Argento | Wicked: The Soundtrack                                   |
| 2025                                                                          | Twilight Zone                                             | 18          | 16          | 23          | 12          | —           | 55          | 17          | 47          | 5           | | Eternal Sunshine Deluxe: Brighter Days Ahead             |
| "—" indica una pubblicazione non classificata o non pubblicata in quel paese. |                                                           |             |             |             |             |             |             |             |             |             | |                                                          |

### Come artista ospite
| Anno                                                                          | Titolo                                                                         | Classifiche | Classifiche | Classifiche | Classifiche | Classifiche | Certificazioni                                                    | Album di provenienza                               |
| Anno                                                                          | Titolo                                                                         | USA         | AUS         | CAN         | ITA         | UK          | Certificazioni                                                    | Album di provenienza                               |
| ----------------------------------------------------------------------------- | ------------------------------------------------------------------------------ | ----------- | ----------- | ----------- | ----------- | ----------- | ----------------------------------------------------------------- | -------------------------------------------------- |
| 2012                                                                          | Popular Song (Mika feat. Ariana Grande)                                        | 87          | 71          | 92          | —           | —           | - USA: Oro - UK: Argento                                          | The Origin of Love Yours Truly                     |
| 2015                                                                          | Adore (Cashmere Cat feat. Ariana Grande)                                       | 93          | —           | —           | —           | —           |                                                                   | 9 (Japan Deluxe Edition)                           |
| 2015                                                                          | Boys like You (Who Is Fancy feat. Meghan Trainor e Ariana Grande)              | 118         | —           | 89          | —           | —           | - NZL: Oro                                                        | /                                                  |
| 2016                                                                          | Over and Over Again (Nathan Sykes feat. Ariana Grande)                         | —           | —           | 89          | —           | —           |                                                                   | Unfinished Business                                |
| 2016                                                                          | My Favorite Part (Mac Miller feat. Ariana Grande)                              | —           | —           | —           | —           | —           | - USA: Platino - NZL: Platino - UK: Argento                       | The Divine Feminine                                |
| 2016                                                                          | Faith (Stevie Wonder feat. Ariana Grande)                                      | —           | —           | —           | 51          | —           | - ITA: Oro - UK: Argento                                          | Sing (Original Motion Picture Soundtrack)          |
| 2017                                                                          | Heatstroke (Calvin Harris feat. Young Thug, Pharrell Williams e Ariana Grande) | 96          | —           | 53          | 71          | —           | - USA: Oro - AUS: Platino - CAN: Oro - NZL: Platino - UK: Argento | Funk Wav Bounces Vol. 1                            |
| 2017                                                                          | Quit (Cashmere Cat feat. Ariana Grande)                                        | —           | —           | 100         | —           | —           | - USA: Oro - NZL: Oro                                             | 9                                                  |
| 2018                                                                          | Dance to This (Troye Sivan feat. Ariana Grande)                                | 115         | —           | 85          | —           | —           | - USA: Platino - AUS: Platino - NZL: Oro - UK: Argento            | Bloom                                              |
| 2018                                                                          | Bed (Nicki Minaj feat. Ariana Grande)                                          | 42          | —           | 30          | 91          | —           | - USA: Oro - AUS: Platino - CAN: Platino - NZL: Platino - UK: Oro | Queen                                              |
| 2019                                                                          | Rule the World (2 Chainz feat. Ariana Grande)                                  | 94          | —           | 93          | —           | —           | - USA: Oro                                                        | Rap or Go to the League                            |
| 2019                                                                          | Good as Hell (Remix) (Lizzo feat. Ariana Grande)                               | —           | —           | —           | —           | —           | - FRA: Oro - NZL: Platino                                         | Cuz I Love You                                     |
| 2020                                                                          | Time (Childish Gambino feat. Ariana Grande)                                    | —           | —           | —           | —           | —           |                                                                   | 3.15.20                                            |
| 2021                                                                          | Met Him Last Night (Demi Lovato feat. Ariana Grande)                           | 61          | —           | 48          | —           | 44          |                                                                   | Dancing with the Devil... the Art of Starting Over |
| 2024                                                                          | Defying Gravity (Cynthia Erivo feat. Ariana Grande)                            | 44          | 31          | 63          | —           | 7           | - UK: Argento                                                     | Wicked: The Soundtrack                             |
| "—" indica una pubblicazione non classificata o non pubblicata in quel paese. |                                                                                |             |             |             |             |             |                                                                   |                                                    |

### Singoli natalizi
| Anno                                                                          | Titolo                                                                                  | Classifiche | Classifiche | Classifiche | Classifiche | Classifiche | Classifiche | Classifiche | Certificazioni | Album di provenienza                                                     |
| Anno                                                                          | Titolo                                                                                  | USA         | AUS         | CAN         | NLD         | NZL         | SWI         | UK          | Certificazioni | Album di provenienza                                                     |
| ----------------------------------------------------------------------------- | --------------------------------------------------------------------------------------- | ----------- | ----------- | ----------- | ----------- | ----------- | ----------- | ----------- | --- | ------------------------------------------------------------------------ |
| 2013                                                                          | Last Christmas                                                                          | 96          | 95          | —           | 59          | —           | 91          | 92          | - AUS: Oro - NZL: Oro - UK: Argento | Christmas Kisses                                                         |
| 2013                                                                          | Love Is Everything                                                                      | —           | —           | —           | 89          | —           | —           | 132         | | Christmas Kisses                                                         |
| 2013                                                                          | Snow in California                                                                      | —           | —           | —           | 93          | —           | —           | 151         | | Christmas Kisses                                                         |
| 2013                                                                          | Santa Baby (feat. Elizabeth Gillies)                                                    | —           | 77          | —           | 53          | —           | 77          | 155         | - AUS: Oro - UK: Argento | Christmas Kisses                                                         |
| 2014                                                                          | Santa Tell Me                                                                           | 5           | 5           | 8           | 3           | 5           | 5           | 8           | - USA: Platino (4) - AUS: Platino (3) - CAN: Platino (6) - CHE: Oro - ITA: Platino (2) - NZL: Platino (2) - SWE: Platino (3) - UK: Platino (3) | Christmas Kisses Christmas & Chill                                       |
| 2019                                                                          | A Hand for Mrs. Claus (con Idina Menzel)                                                | —           | —           | —           | —           | —           | —           | —           | | Christmas: A Season of Love                                              |
| 2020                                                                          | Oh Santa! (Mariah Carey feat. Ariana Grande e Jennifer Hudson)                          | 76          | —           | 60          | —           | —           | 74          | 50          | | Mariah Carey's Magical Christmas Special (Apple TV+ Original Soundtrack) |
| 2021                                                                          | It Was a... (Masked Christmas) (Jimmy Fallon feat. Ariana Grande e Megan Thee Stallion) | —           | —           | —           | —           | —           | —           | —           | | Holiday Seasoning                                                        |
| 2022                                                                          | Santa, Can't You Hear Me (con Kelly Clarkson)                                           | 76          | 91          | 38          | 50          | 37          | 26          | 23          | - UK: Argento | When Christmas Comes Around...                                           |
| "—" indica una pubblicazione non classificata o non pubblicata in quel paese. |                                                                                         |             |             |             |             |             |             |             | |                                                                          |

### Singoli promozionali
| Anno                                                                          | Titolo                                                                                           | Classifiche | Classifiche | Classifiche | Classifiche | Certificazioni                                             | Album di provenienza                                 |
| Anno                                                                          | Titolo                                                                                           | USA         | AUS         | CAN         | UK          | Certificazioni                                             | Album di provenienza                                 |
| ----------------------------------------------------------------------------- | ------------------------------------------------------------------------------------------------ | ----------- | ----------- | ----------- | ----------- | ---------------------------------------------------------- | ---------------------------------------------------- |
| 2012                                                                          | L.A. Boyz (Victorious cast feat. Victoria Justice e Ariana Grande)                               | —           | —           | —           | —           |                                                            | Victorious 3.0: Even More Music from the Hit TV Show |
| 2013                                                                          | Almost Is Never Enough (con Nathan Sykes)                                                        | 82          | —           | —           | 49          | - USA: Platino - AUS: Platino - NZL: Platino - UK: Argento | Yours Truly                                          |
| 2014                                                                          | Best Mistake (feat. Big Sean)                                                                    | 49          | 45          | 39          | 154         | - USA: Platino - AUS: Oro - NZL: Oro - UK: Argento         | My Everything                                        |
| 2014                                                                          | Brand New You (feat. Brynn Williams e Caitlin Gann)                                              | —           | —           | —           | —           |                                                            | 13 (Original Broadway Cast Recording)                |
| 2016                                                                          | This Is Not a Feminist Song (Saturday Night Live cast feat. Ariana Grande)                       | —           | —           | —           | —           |                                                            | /                                                    |
| 2016                                                                          | Be Alright                                                                                       | 43          | 52          | 39          | 65          | - USA: Platino - AUS: Platino - NZL: Oro - UK: Oro         | Dangerous Woman                                      |
| 2016                                                                          | Let Me Love You (feat. Lil Wayne)                                                                | —           | 88          | —           | 180         | - USA: Platino - AUS: Platino - NZL: Platino - UK: Oro     | Dangerous Woman                                      |
| 2016                                                                          | Jason's Song (Gave It Away)                                                                      | —           | —           | —           | —           |                                                            | Dangerous Woman                                      |
| 2017                                                                          | Somewhere Over the Rainbow                                                                       | —           | —           | —           | 60          |                                                            | /                                                    |
| 2018                                                                          | Arturo Sandoval (Arturo Sandoval e Pharrell Williams feat. Ariana Grande)                        | —           | —           | —           | —           |                                                            | Ultimate Duets                                       |
| 2018                                                                          | The Light Is Coming (feat. Nicki Minaj)                                                          | 89          | 60          | 63          | 57          | - AUS: Oro                                                 | Sweetener                                            |
| 2019                                                                          | Imagine                                                                                          | 24          | 15          | 17          | 8           | - USA: Platino (2) - AUS: Platino - NZL: Platino - UK: Oro | Thank U, Next                                        |
| 2021                                                                          | Just Look Up (con Kid Cudi)                                                                      | —           | —           | —           | —           |                                                            | Don't Look Up                                        |
| 2025                                                                          | I Don't Know Why (I Just Do) (Jeff Goldblum & The Mildred Snitzer Orchestra feat. Ariana Grande) | —           | —           | —           | —           |                                                            | Still Blooming                                       |
| "—" indica una pubblicazione non classificata o non pubblicata in quel paese. |                                                                                                  |             |             |             |             |                                                            |                                                      |

## Altri brani entrati in classifica e/o certificati

### Anni 2010
| Anno                                                                          | Titolo                                                               | Classifiche | Classifiche | Classifiche | Classifiche | Certificazioni                                                    | Album di provenienza                                                      |
| Anno                                                                          | Titolo                                                               | USA         | AUS         | CAN         | UK          | Certificazioni                                                    | Album di provenienza                                                      |
| ----------------------------------------------------------------------------- | -------------------------------------------------------------------- | ----------- | ----------- | ----------- | ----------- | ----------------------------------------------------------------- | ------------------------------------------------------------------------- |
| 2011                                                                          | Give It Up (Victorious cast feat. Elizabeth Gillies e Ariana Grande) | 123         | —           | —           | —           |                                                                   | Victorious: Music from the Hit TV Show                                    |
| 2013                                                                          | Honeymoon Avenue                                                     | 124         | —           | —           | —           |                                                                   | Yours Truly                                                               |
| 2013                                                                          | Tattooed Heart                                                       | 115         | —           | —           | —           |                                                                   | Yours Truly                                                               |
| 2014                                                                          | Break Your Heart Right Back                                          | 112         | —           | —           | —           |                                                                   | My Everything                                                             |
| 2014                                                                          | Just a Just a Little Bit of Your Heart                               | 113         | 99          | —           | 177         | - AUS: Oro - CAN: Oro                                             | My Everything                                                             |
| 2014                                                                          | My Everything                                                        | 111         | —           | —           | —           |                                                                   | My Everything                                                             |
| 2014                                                                          | All My Love (Major Lazer feat. Ariana Grande)                        | —           | —           | 87          | 194         |                                                                   | The Hunger Games: Mockingjay, Part 1 - Original Motion Picture Soundtrack |
| 2014                                                                          | Get On Your Knees (Nicki Minaj feat. Ariana Grande)                  | 88          | 80          | 98          | 86          |                                                                   | The Pinkprint                                                             |
| 2016                                                                          | Moonlight                                                            | —           | —           | —           | —           | - AUS: Oro - NZL: Oro - UK: Argento                               | Dangerous Woman                                                           |
| 2016                                                                          | Greedy                                                               | —           | —           | —           | 113         | - AUS: Oro - NZL: Oro - UK: Argento                               | Dangerous Woman                                                           |
| 2016                                                                          | Leave Me Lonely (feat. Macy Gray)                                    | —           | —           | —           | 143         |                                                                   | Dangerous Woman                                                           |
| 2016                                                                          | Bad Decisions                                                        | —           | —           | —           | 180         |                                                                   | Dangerous Woman                                                           |
| 2016                                                                          | Touch It                                                             | —           | —           | —           | 176         | - AUS: Oro                                                        | Dangerous Woman                                                           |
| 2016                                                                          | Thinking Bout You                                                    | —           | —           | —           | 183         | - AUS: Oro                                                        | Dangerous Woman                                                           |
| 2018                                                                          | Raindrops (An Angel Cried)                                           | 106         | 65          | 96          | —           |                                                                   | Sweetener                                                                 |
| 2018                                                                          | Blazed (feat. Pharrell Williams)                                     | 114         | 74          | —           | —           |                                                                   | Sweetener                                                                 |
| 2018                                                                          | R.E.M                                                                | 72          | 52          | 68          | —           | - AUS: Oro - NZL: Oro                                             | Sweetener                                                                 |
| 2018                                                                          | Sweetener                                                            | 55          | 43          | 44          | —           | - USA: Platino - AUS: Oro - CAN: Platino - NZL: Oro - UK: Argento | Sweetener                                                                 |
| 2018                                                                          | Successful                                                           | 110         | 71          | —           | —           | - AUS: Oro                                                        | Sweetener                                                                 |
| 2018                                                                          | Everytime                                                            | 62          | 36          | 51          | —           | - USA: Platino - AUS: Oro - NZL: Oro - UK: Argento                | Sweetener                                                                 |
| 2018                                                                          | Borderline (feat. Missy Elliott)                                     | 123         | 83          | —           | —           |                                                                   | Sweetener                                                                 |
| 2018                                                                          | Better Off                                                           | 107         | 68          | 92          | —           | - AUS: Oro                                                        | Sweetener                                                                 |
| 2018                                                                          | Goodnight n Go                                                       | 87          | 57          | 67          | —           | - USA: Oro - AUS: Oro - NZL: Oro - UK: Argento                    | Sweetener                                                                 |
| 2018                                                                          | Pete Davidson                                                        | 99          | 58          | 73          | —           | - AUS: Oro                                                        | Sweetener                                                                 |
| 2018                                                                          | Get Well Soon                                                        | 116         | 79          | —           | —           |                                                                   | Sweetener                                                                 |
| 2019                                                                          | Needy                                                                | 14          | 13          | 16          | 8           | - USA: Platino (2) - AUS: Platino - NZL: Oro - UK: Argento        | Thank U, Next                                                             |
| 2019                                                                          | NASA                                                                 | 17          | 16          | 17          | —           | - USA: Platino - AUS: Platino - UK: Argento - NZL: Oro            | Thank U, Next                                                             |
| 2019                                                                          | Bloodline                                                            | 22          | 11          | 18          | —           | - USA: Platino - AUS: Platino - UK: Argento - NZL: Oro            | Thank U, Next                                                             |
| 2019                                                                          | Fake Smile                                                           | 26          | 22          | 25          | —           | - USA: Platino - AUS: Oro - NZL: Oro - UK: Argento                | Thank U, Next                                                             |
| 2019                                                                          | Bad Idea                                                             | 27          | 21          | 22          | —           | - USA: Platino - AUS: Platino - NZL: Oro - UK: Argento            | Thank U, Next                                                             |
| 2019                                                                          | Make Up                                                              | 48          | 41          | 42          | —           | - AUS: Oro                                                        | Thank U, Next                                                             |
| 2019                                                                          | Ghostin                                                              | 25          | 26          | 27          | —           | - USA: Platino - AUS: Oro - NZL: Oro - UK: Argento                | Thank U, Next                                                             |
| 2019                                                                          | In My Head                                                           | 38          | 36          | 34          | —           | - AUS: Oro - NZL: Oro - UK: Argento                               | Thank U, Next                                                             |
| 2019                                                                          | Bad to You (con Normani e Nicki Minaj)                               | 104         | 63          | 82          | 51          |                                                                   | Charlie's Angels: Original Motion Picture Soundtrack                      |
| "—" indica una pubblicazione non classificata o non pubblicata in quel paese. |                                                                      |             |             |             |             |                                                                   |                                                                           |

### Anni 2020
| Anno                                                                          | Titolo | Classifiche | Classifiche | Classifiche | Classifiche | Certificazioni                              | Album di provenienza                                   |
| Anno                                                                          | Titolo | USA         | AUS         | CAN         | UK          | Certificazioni                              | Album di provenienza                                   |
| ----------------------------------------------------------------------------- | --- | ----------- | ----------- | ----------- | ----------- | ------------------------------------------- | ------------------------------------------------------ |
| 2020                                                                          | Shut Up | 47          | 45          | 41          | —           | - AUS: Platino                              | Positions                                              |
| 2020                                                                          | Motive (con Doja Cat)                                                                                          | 32          | 19          | 25          | 16          | - AUS: Platino - NZL: Platino - UK: Argento | Positions                                              |
| 2020                                                                          | Just like Magic                                                                                                | 43          | 40          | 37          | —           | - AUS: Oro                                  | Positions                                              |
| 2020                                                                          | Off the Table (con The Weeknd)                                                                                 | 35          | 32          | 27          | —           |                                             | Positions                                              |
| 2020                                                                          | Six Thirty | 63          | —           | 51          | —           |                                             | Positions                                              |
| 2020                                                                          | Safety Net (feat. Ty Dolla Sign)                                                                               | 52          | 42          | 40          | —           | - AUS: Oro                                  | Positions                                              |
| 2020                                                                          | My Hair | 65          | 52          | 52          | —           |                                             | Positions                                              |
| 2020                                                                          | Nasty | 49          | 51          | 46          | —           |                                             | Positions                                              |
| 2020                                                                          | West Side | 71          | —           | 59          | —           |                                             | Positions                                              |
| 2020                                                                          | Love Language                                                                                                  | 75          | —           | 62          | —           |                                             | Positions                                              |
| 2020                                                                          | Obvious | 70          | —           | 56          | —           |                                             | Positions                                              |
| 2021                                                                          | Test Drive | 61          | 75          | 41          | 38          |                                             | Positions (Deluxe)                                     |
| 2021                                                                          | Worst Behavior                                                                                                 | 116         | —           | —           | —           |                                             | Positions (Deluxe)                                     |
| 2021                                                                          | Main Thing | 119         | —           | —           | —           |                                             | Positions (Deluxe)                                     |
| 2021                                                                          | I Don't Do Drugs (Doja Cat feat. Ariana Grande)                                                                | 57          | 43          | 37          | —           | - NZL: Oro - USA: Oro                       | Planet Her                                             |
| 2024                                                                          | Intro (End of the World)                                                                                       | 38          | 71          | 37          | 26          | - CAN: Platino - NZL: Oro                   | Eternal Sunshine                                       |
| 2024                                                                          | Bye | 25          | 19          | 21          | 13          | - CAN: Oro - UK: Argento                    | Eternal Sunshine                                       |
| 2024                                                                          | Don't Wanna Break Up Again                                                                                     | 28          | 69          | 29          | —           |                                             | Eternal Sunshine                                       |
| 2024                                                                          | Saturn Returns Interlude                                                                                       | —           | 71          | —           | —           |                                             | Eternal Sunshine                                       |
| 2024                                                                          | Eternal Sunshine                                                                                               | 23          | 22          | 23          | —           | - CAN: Oro                                  | Eternal Sunshine                                       |
| 2024                                                                          | Supernatural                                                                                                   | 17          | 18          | 27          | —           | - CAN: Oro                                  | Eternal Sunshine                                       |
| 2024                                                                          | True Story | 30          | 39          | 30          | —           |                                             | Eternal Sunshine                                       |
| 2024                                                                          | I Wish I Hated You                                                                                             | 39          | 46          | 40          | —           |                                             | Eternal Sunshine                                       |
| 2024                                                                          | Imperfect for You                                                                                              | 37          | 80          | 35          | —           |                                             | Eternal Sunshine                                       |
| 2024                                                                          | Ordinary Things                                                                                                | 55          | 72          | 56          | —           |                                             | Eternal Sunshine                                       |
| 2024                                                                          | Sympathy Is a Knife (Charli XCX feat. Ariana Grande)                                                           | 36          | —           | 37          | 7           | - UK: Argento                               | Brat and It's Completely Different but Also Still Brat |
| 2024                                                                          | No One Mourns the Wicked (feat. Andy Nyman, Courtney-Mae Briggs, Jeff Goldblum, Sharon D. Clarke e Jenna Boyd) | 86          | —           | —           | —           |                                             | Wicked: The Soundtrack                                 |
| 2024                                                                          | Dear Old Shiz (Shiz University Choir feat. Ariana Grande)                                                      | 117         | —           | —           | —           |                                             | Wicked: The Soundtrack                                 |
| 2024                                                                          | What Is This Feeling? (con Cynthia Erivo)                                                                      | 62          | 58          | 87          | 16          | - UK: Argento                               | Wicked: The Soundtrack                                 |
| 2024                                                                          | Dancing Through Life (Jonathan Bailey feat. Ariana Grande, Ethan Slater, Marissa Bode e Cynthia Erivo)         | 86          | —           | —           | —           |                                             | Wicked: The Soundtrack                                 |
| 2024                                                                          | One Short Day (con Cynthia Erivo, Kristin Chenoweth e Idina Menzel feat. Michael McCorry Rose)                 | 114         | —           | —           | —           |                                             | Wicked: The Soundtrack                                 |
| 2025                                                                          | Warm | 54          | 58          | 53          | —           |                                             | Eternal Sunshine: Brighter Days Ahead                  |
| 2025                                                                          | Dandelion | 38          | 45          | 45          | 19          |                                             | Eternal Sunshine: Brighter Days Ahead                  |
| 2025                                                                          | Past Life | 53          | 71          | 57          | —           |                                             | Eternal Sunshine: Brighter Days Ahead                  |
| 2025                                                                          | Hampstead | 59          | 65          | 55          | —           |                                             | Eternal Sunshine: Brighter Days Ahead                  |
| "—" indica una pubblicazione non classificata o non pubblicata in quel paese. | |             |             |             |             |                                             |                                                        |

## Autrice e compositrice per altri artisti
| Anno | Titolo        | Artista                                   | Album di provenienza                                 |
| ---- | ------------- | ----------------------------------------- | ---------------------------------------------------- |
| 2019 | Motivation    | Normani                                   | /                                                    |
| 2019 | How It's Done | Kash Doll, Kim Petras, Alma, Stefflon Don | Charlie's Angels: Original Motion Picture Soundtrack |
| 2020 | Ice Cream     | Blackpink, Selena Gomez                   | The Album                                            |
| 2022 | Admit It      | Fred Again                                | USB                                                  |

## Video musicali

### Come artista musicale
| Anno | Titolo                                   | Altri artisti                     | Regista                                    |
| ---- | ---------------------------------------- | --------------------------------- | ------------------------------------------ |
| 2011 | Put Your Hearts Up                       | /                                 | Meiert Avis, Jeremy Alter                  |
| 2013 | The Way                                  | Mac Miller                        | Jones Crow                                 |
| 2013 | Popular Song                             | Mika                              | Chris Marrs Piliero                        |
| 2013 | Almost Is Never Enough                   | Nathan Sykes                      | Nev Todorovic                              |
| 2013 | Baby I                                   | /                                 | Ryan Pallotta                              |
| 2013 | Right There                              | Big Sean                          | Nev Todorovic                              |
| 2014 | Problem                                  | Iggy Azalea                       | The Young Astronauts                       |
| 2014 | Break Free                               | Zedd                              | Chris Marrs Piliero                        |
| 2014 | Bang Bang                                | Jessie J, Nicki Minaj             | Hannah Lux Davis                           |
| 2014 | Love Me Harder                           | The Weeknd                        | Hannah Lux Davis                           |
| 2014 | Santa Tell Me                            | /                                 | Alfredo Flores                             |
| 2015 | One Last Time                            | /                                 | Max Landis                                 |
| 2015 | E più ti penso                           | Andrea Bocelli                    | Gaetano Morbioli                           |
| 2015 | Focus                                    | /                                 | Hannah Lux Davis                           |
| 2016 | Dangerous Woman                          | /                                 | The Young Astronauts                       |
| 2016 | Dangerous Woman (A cappella)             | /                                 | The Young Astronauts                       |
| 2016 | Let Me Love You                          | Lil Wayne                         | Grant Singer                               |
| 2016 | Into You                                 | /                                 | Hannah Lux Davis                           |
| 2016 | Side to Side                             | Nicki Minaj                       | Hannah Lux Davis                           |
| 2016 | This Is Not a Feminist Song              | Cast del Saturday Night Live      | Matt Villines, Osmany Rodriguez            |
| 2016 | My Favorite Part                         | Mac Miller                        | _p                                         |
| 2016 | Faith                                    | Stevie Wonder                     | Alan Bibby                                 |
| 2017 | Everyday                                 | Future                            | Chris Marrs Piliero                        |
| 2017 | Everyday (Lyric version)                 | Future                            | Chris Marrs Piliero                        |
| 2017 | Beauty and the Beast                     | John Legend                       | Dave Meyers                                |
| 2018 | No Tears Left to Cry                     | /                                 | Dave Meyers                                |
| 2018 | The Light Is Coming                      | Nicki Minaj                       | Dave Meyers                                |
| 2018 | Bed                                      | Nicki Minaj                       | Hype Williams                              |
| 2018 | God Is a Woman                           | /                                 | Dave Meyers                                |
| 2018 | Dance to This                            | Troye Sivan                       | Bardia Zeinali                             |
| 2018 | Breathin                                 | /                                 | Hannah Lux Davis                           |
| 2018 | Thank U, Next                            | /                                 | Hannah Lux Davis                           |
| 2018 | Thank U, Next (Deleted scene)            | /                                 | Hannah Lux Davis                           |
| 2019 | 7 Rings                                  | /                                 | Hannah Lux Davis                           |
| 2019 | Break Up with Your Girlfriend, I'm Bored | /                                 | Hannah Lux Davis                           |
| 2019 | Rule the World                           | 2 Chainz                          | Sebastian Sdaigui                          |
| 2019 | Monopoly                                 | Victoria Monét                    | Alfredo Flores, Ricky Álvarez              |
| 2019 | In My Head                               | /                                 | Bardia Zeinali                             |
| 2019 | Boyfriend                                | Social House                      | Hannah Lux Davis                           |
| 2019 | Don't Call Me Angel                      | Miley Cyrus, Lana Del Rey         | Hannah Lux Davis                           |
| 2020 | Stuck with U                             | Justin Bieber                     | Scooter Braun, Rory Kramer, Alfredo Flores |
| 2020 | Rain on Me                               | Lady Gaga                         | Robert Rodriguez                           |
| 2020 | Positions                                | /                                 | Dave Meyers                                |
| 2020 | 34+35                                    | /                                 | Director X                                 |
| 2020 | Oh Santa! (Remix)                        | Mariah Carey, Jennifer Hudson     | Hamish Hamilton, Roman Coppola             |
| 2021 | 34+35 (Remix)                            | Doja Cat, Megan Thee Stallion     | Stefan Kohli                               |
| 2021 | POV (Live performance)                   | /                                 | Micah Bickham                              |
| 2021 | Safety Net (Live performance)            | Ty Dolla Sign                     | Micah Bickham                              |
| 2021 | My Hair (Live performance)               | /                                 | Micah Bickham                              |
| 2021 | 34+35 (Live performance)                 | /                                 | Micah Bickham                              |
| 2021 | Positions (Live performance)             | /                                 | Micah Bickham                              |
| 2021 | Off the Table (Live performance)         | The Weeknd                        | Micah Bickham                              |
| 2021 | It Was a… (Masked Christmas)             | Jimmy Fallon, Megan Thee Stallion | Dan Opsal                                  |
| 2023 | Honeymoon Avenue (Live from London)      | /                                 | Katia Temkin                               |
| 2023 | Daydreamin' (Live from London)           | /                                 | Katia Temkin                               |
| 2023 | Baby I (Live from London)                | /                                 | Katia Temkin                               |
| 2023 | Tattooed Heart (Live from London)        | /                                 | Katia Temkin                               |
| 2023 | Right There (Live from London)           | /                                 | Katia Temkin                               |
| 2023 | The Way (Live from London)               | /                                 | Katia Temkin                               |
| 2024 | Yes, And?                                | /                                 | Christian Breslauer                        |
| 2024 | We Can't Be Friends (Wait for Your Love) | /                                 | Christian Breslauer                        |
| 2024 | The Boy Is Mine                          | /                                 | Christian Breslauer                        |
| 2025 | Twilight Zone                            | /                                 | Christian Breslauer                        |

### Come attrice
| Anno | Titolo                   | Artista/i         | Regista       |
| ---- | ------------------------ | ----------------- | ------------- |
| 2010 | Freak the Freak Out      | Victoria Justice  | Marcus Wagner |
| 2011 | Beggin' on Your Knees    | Victoria Justice  | Marcus Wagner |
| 2011 | Unfriend You             | Greyson Chance    | Marc Klasfeld |
| 2011 | All I Want is Everything | Victoria Justice  | Lex Halaby    |
| 2012 | Make It in America       | Victoria Justice  | Anna Mastro   |
| 2012 | You Don't Know Me        | Elizabeth Gillies | Anna Mastro   |